# Don Edwards
William Donlon Edwards, detto Don (San Jose, 6 gennaio 1915 – Carmel-by-the-Sea, 1º ottobre 2015), è stato un politico e agente segreto statunitense, membro della Camera dei Rappresentanti per lo stato della California dal 1963 al 1995.

## Biografia
Nato a San Jose, dopo gli studi all'Università di Stanford, Edwards divenne un agente dell'FBI e successivamente fu arruolato nella marina durante la seconda guerra mondiale.
Entrato in politica con il Partito Democratico, nel 1962 venne eletto alla Camera dei Rappresentanti. Edwards venne rieletto per altri quindici mandati, finché nel 1994 annunciò il suo ritiro e lasciò il Congresso dopo trentadue anni di permanenza.